# Ànec de cap rosat
L'ànec de cap rosat (Rhodonessa caryophyllacea) és un ocell, potser extint, de la família dels anàtids (Anatidae) que habita (o habitava) corrents fluvials i llacs de l'Índia, Bangladesh i Myanmar. És l'única espècie del gènere  Rhodonessa  Reichenbach, 1853
.